# Староювалинське сільське поселення
Староювали́нське сільське поселення (рос. Староювалинское сельское поселение) — сільське поселення у складі Кожевниковського району Томської області Росії.
Адміністративний центр — село Стара Ювала.
Населення сільського поселення становить 2693 особи (2019; 2760 у 2010, 2944 у 2002).
Станом на 2002 рік існували Єлгайська сільська рада (села Єлгай, Хмельовка, присілок Аптала) та Староювалинська сільська рада (село Стара Ювала, присілки Зайцево, Нова Ювала, Пісочно-Горільськ, Старочерново).

## Склад
До складу сільського поселення входять:
| Населений пункт             | Населення, осіб (2002) | Населення, осіб (2010) |
| --------------------------- | ---------------------- | ---------------------- |
| Аптала, присілок            | 234                    | 204                    |
| Єлгай, село                 | 490                    | 423                    |
| Зайцево, присілок           | 514                    | 498                    |
| Нова Ювала, присілок        | 228                    | 222                    |
| Пісочно-Горільськ, присілок | 0                      | -                      |
| Стара Ювала, село           | 1019                   | 998                    |
| Старочерново, присілок      | 16                     | 10                     |
| Хмельовка, село             | 443                    | 405                    |